# WinNuke
WinNuke är en term som refererar till en fjärrstyrd Denial of Service-attack som påverkar Microsoft Windows 95, Microsoft Windows NT och Microsoft Windows 3.1x operativsystem.